# Claudio Baggini
Claudio Baggini (ur. 1 sierpnia 1936 w Rzymie, zm. 25 września 2015 w Lodi) – włoski duchowny katolicki, biskup diecezji Vigevano w latach 2000-2015.

## Życiorys
Ukończył studia filozoficzno-teologiczne w seminarium w Lodi. Ponadto uzyskał tytuł magistra biologii na
Uniwersytecie w Mediolanie oraz tytuł licencjata nauk pedagogicznych na Papieskim Atheneum Salezjańskim w Rzymie.
Święcenia kapłańskie przyjął 14 czerwca 1959 i został inkardynowany do diecezji Lodi. Pełnił posługę kapłańską jako nauczyciel i prorektor w seminarium diecezjalnym, a następnie jako proboszcz i organizator kursów szkoleniowych dla młodych duchownych. W latach 1989–2000 był wikariuszem generalnym diecezji i kanclerzem kurii diecezjalnej.

### Episkopat
18 marca 2000 został mianowany przez papieża Jana Pawła II biskupem diecezji Vigevano. Sakry biskupiej udzielił mu 30 kwietnia tegoż roku ówczesny biskup Lodi, Giacomo Capuzzi. Rządy w diecezji przejął 18 czerwca 2000.
12 marca 2011 przeszedł na emeryturę.